# 9e régiment de cavalerie légère (Australie)
Le 9e régiment de cavalerie légère est un régiment d'infanterie montée de l'Australian Army pendant la Première Guerre mondiale. Le régiment est levé en octobre 1914 et affecté à la 3e brigade de cavalerie légère (en). Le régiment combat contre les forces de l'Empire ottoman, en Égypte, à Gallipoli, dans la péninsule du Sinaï, en Palestine et en Jordanie. Après l'armistice, le régiment rentre en Australie en mars 1919. Pour son rôle dans la guerre, le régiment reçoit quinze honneurs de bataille.
Pendant l'entre-deux-guerres, le régiment est reformé en tant qu'unité à temps partiel basée en Australie-Méridionale, adoptant la désignation de « Flinders Light Horse ». Il est ensuite fusionné avec le 23e régiment de cavalerie légère (en) pour former le 9e/23e régiment de cavalerie légère, mais fin 1941, il est reformé en tant que tel et converti en régiment motorisé pendant les premières années de la Seconde Guerre mondiale, mais il est dissous début 1943 sans avoir été déployé à l'étranger. Dans la période d'après-guerre, le régiment est reconstitué en tant qu'unité fusionnée avec le 3e régiment de cavalerie légère (en) sous le nom de 3e/9e régiment de cavalerie légère (infanterie montée d'Australie-Méridionale) (en).

## Formation
Le 9e régiment de cavalerie légère est levé à Adélaïde et s'entraîne à Melbourne entre octobre 1914 et février 1915. Il s'agit d'une unité de la première force impériale australienne (AIF) entièrement composée de volontaires, environ deux tiers de ses effectifs sont originaires d'Australie-Méridionale, le reste venant du Victoria. Le régiment comprend vingt-cinq officiers et 497 effectifs servant dans trois escadrons, chacun composé de six troupes. Chaque troupe est divisée en huit groupes de combat de quatre hommes chacune. Au combat, un homme de chaque section est désigné comme écuyer, ce qui réduit d'un quart l'effectif de fusiliers du régiment. Une fois formé, le régiment est affecté à la 3e brigade de cavalerie légère (en), servant aux côtés des 8e régiment de cavalerie légère (en) et 10e régiments de cavalerie légère.
Tous les régiments de cavalerie légère australiens utilisent des désignations d'unités de cavalerie, mais sont des fusiliers montés armés de fusils, et non d'épées ou de lances, et montés exclusivement sur des Waler, une race de chevaux australiens.

## Historique opérationnel

### Campagne de Gallipoli

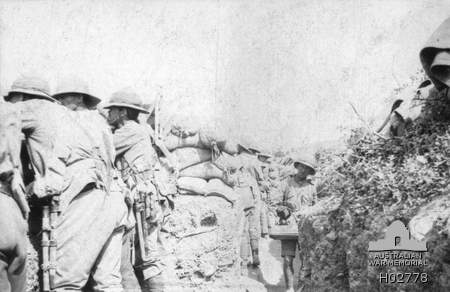
Tranchée du 9e régiment de cavalerie légère à Gallipoli.

En février 1915, le 9e régiment de cavalerie légère quitte Melbourne pour l'Égypte, où il arrive le 14 mars 1915. Lorsque les unités d'infanterie australiennes sont envoyées à Gallipoli, on pense que le terrain ne convient pas aux troupes montées, et les régiments de cavalerie légère restent en Égypte. Cependant, de lourdes pertes entrainent le déploiement en renfort de la 3e brigade de cavalerie légère en mai 1915. À son arrivée, le régiment est attaché à la division néo-zélandaise et australienne (en). Le régiment est la réserve de la brigade pour la bataille du Nek, et ne subit donc pas le même niveau de pertes que les autres régiments de la brigade, mais son premier commandant, le lieutenant-colonel Albert Miell, est tué. Le régiment participe à l'attaque suivante de la brigade sur la colline 60 le 27 août, ce qui entraine le lendemain la mort de l'officier commandant remplaçant, le lieutenant-colonel Carew Reynell (en). Depuis lors et jusqu'en décembre 1915, date à laquelle le régiment est retiré, il n'a été utilisé que dans un rôle défensif.

### Campagne du Sinaï et de la Palestine

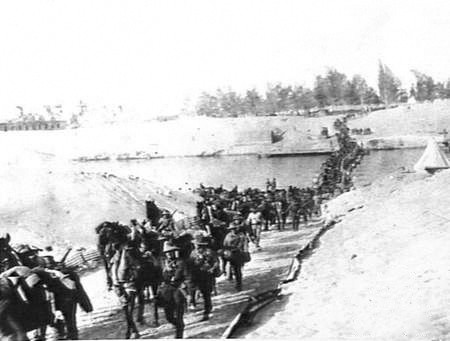
Le 9e régiment de cavalerie légère traversant le canal de Suez.

À son retour en Égypte, le régiment est affecté, avec la 3e brigade de cavalerie légère, à la toute nouvelle division montée de l'ANZAC. Utilisé pour la défense du canal de Suez, le régiment fournit la majorité des troupes de combat pour le raid sur Jifjafa (en). Ils manquent les premières batailles de la campagne du Sinaï et de la Palestine, mais participent à la poursuite des forces ottomanes en Palestine, après leur défaite à la bataille de Romani.
En décembre 1916, le régiment prend part à une attaque à la baïonnette lors de la bataille de Magdhaba, et à une autre lors de la bataille de Rafa en janvier 1917. Le régiment et la brigade sont ensuite affectés à une nouvelle division, la division impériale montée (en) - qui est ensuite renommée division australienne montée - et combat lors des infructueuses première et seconde batailles de Gaza.
La bataille suivante de Beer-Sheva, en octobre 1917, est un succès et conduit à la chute de Gaza. Cela conduit à un retrait général des forces ottomanes au nord de la Palestine, suivies par les forces de l'Empire britannique. Au cours de cette poursuite, le régiment participe à la prise de Jérusalem en décembre. En 1918, le régiment prend part à un raid infructueux sur le Jourdain à Es Salt (en). Le 21 septembre, le régiment capture Jénine et Sa'sa', et entre à Damas en octobre. La guerre au Moyen-Orient prend fin peu après, lorsque l'armistice de Mudros est signé en octobre 1918. Par la suite, le régiment retourne en Égypte pour aider à réprimer une révolte, avant de s'embarquer pour l'Australie en juillet 1919. La guerre a coûté au régiment plus de 100 % de pertes, 190 tués et 481 blessés.

## Perpétuation
En 1921, les forces militaires australiennes à temps partiel sont réorganisées pour perpétuer les désignations numériques de l'AIF après sa démobilisation. Au cours de ce processus, le 9e régiment de cavalerie légère est réorganisé en tant qu'unité des forces citoyennes au sein du 4e district militaire (en) dans l'État d'Australie-Méridionale, s'inscrivant dans la lignée du 24e régiment de cavalerie légère, qui a été formé en 1913 et dont les origines remontaient au 17e régiment de cavalerie légère qui a été formé en 1903 dans le cadre de la fusion des forces coloniales australiennes (en) dans l'armée australienne après la Fédération.
Plus tard, cette unité fusionne avec le 23e régiment de cavalerie légère (en) pour former le 9e/23e régiment de cavalerie légère, et au début de la Seconde Guerre mondiale, le régiment est affecté à la 6e brigade de cavalerie (en), qui fait partie de la 1re division de cavalerie. En décembre 1941, le 9e régiment est reconstitué en tant que tel et converti en régiment motorisé, adoptant la désignation de « 9e régiment motorisé (Flinders Light Horse) ». Le régiment est jugé excédentaire et, dans le cadre de la démobilisation progressive de l'armée australienne, il est dissous le 19 février 1943 sans avoir effectué de service opérationnel pendant la guerre.
Dans la période d'après-guerre, les forces australiennes à temps partiel sont reconstituées et en 1949, le régiment est reformé en tant qu'unité fusionnée avec le 3e régiment de cavalerie légère (en), adoptant la désignation de 3e/9e régiment de cavalerie légère (infanterie montée d'Australie-Méridionale) (en).

## Honneurs de bataille
Le 9e régiment de cavalerie légère reçoit les honneurs de bataille suivants :
- Défense à l'ANZAC
- Débarquement dans la baie de Suvla (en)
- Bataille de Sari Bair (en)
- Gallipoli 1915-1916
- Égypte 1915-1917
- Romani
- Magdhaba-Rafah
- Gaza-Beer Sheva
- El Mughar (en)
- Nebi Samwill
- Jérusalem
- Jordanie (Es Salt) (en)
- Megiddo
- Sharon
- Palestine 1917-1918[1].

## Commandants
Les officiers suivants ont commandé le 9e régiment de cavalerie légère pendant la Première Guerre mondiale :
- Lieutenant-colonel Albert Miell (mort au combat)[6]
- Lieutenant-colonel Carew Reynell (en) (mort au combat )[7]
- Lieutenant-colonel William Grant (en) DSO[12]
- Lieutenant-colonel John McLean Arnott CMG[13]
- Lieutenant-colonel William Henry Scott CMG, DSO & Bar[14]
- Lieutenant-colonel Thomas Joseph Daly DSO[15]